# Tanimbarmunkskata
Tanimbarmunkskata (Philemon plumigenis) är en fågel i familjen honungsfåglar inom ordningen tättingar.

## Utbredning och systematik
Fågeln förekommer på Kaiöarna och Tanimbaröarna. Den behandlas som monotypisk, det vill säga att den inte delas in i några underarter.

## Status
IUCN kategoriserar den som livskraftig.